# 금불초
금불초(金佛草, Inula japonica)는 국화과의 여러해살이풀이다. 하국, 들국화, 오월국, 옷풀, 선복화, 금전화, 금전국, 유월국, 대화선복화, 금전초라고도 부르며, 꽃말은 비련이다.

## 분포
한국 산과 들의 습지나 낮은 지대 밭둑, 인가 부근에서 자라며 때로는 해발 1,500m 내외의 높은 지대에도 분포한다. 경기도, 강원도 산간 지역에 집중적으로 분포하며 산의 주맥을 따라 북부 지방 백두대간에까지 많이 자란다.

## 특징
높이 30-60cm 정도까지 자라며 뿌리줄기가 뻗으면서 계속 번식해 나간다. 뿌리에서 나는 잎과 밑부분의 잎은 작으며 꽃이 필 때 대개 떨어지고 가운데잎은 피침형으로 끝이 약간 뾰족하다. 6-9월에 꽃이 피는데 꽃은 노란색이다. 지름이 3-4cm 정도로서 가지 끝과 원줄기 끝에 달려 전체가 산방상으로 되고 총포는 반구형ㅇ이다. 포린은 다섯 줄로 배열되고 거의 같은 길이이며 바깥 것은 피침형이고 안쪽 것은 좁으며 가장자리에 털이 있다. 10월부터 수과가 여무는데 수과는 열 개의 능선과 더불어 털이 있으며 관모가 있다 색깔은 연노란색이다.

## 용도
어린순과 부드러운 잎을 나물로 먹으며 관상초로 심기도 한다. 한방이나 민간에서는 이 풀을 선복화라 불러 이뇨, 건위, 구토, 진정, 거담 등에 다른 약재와 같이 처방하여 약으로 쓴다.